# 豊橋パーキングエリア
豊橋パーキングエリア（とよはしパーキングエリア）は愛知県豊橋市賀茂町野中の東名高速道路にあるパーキングエリア。下り（名古屋方面）のみに設置されている。また、愛知県内にあるパーキングエリアであるが、新城パーキングエリア同様、中日本高速道路名古屋支社管内ではなく、東京支社管内に所在する。

## 道路
- E1 東名高速道路

## 沿革
- 2019年（平成31年）4月12日 - 豊橋本線料金所跡地を転用し供用開始（下り線のみ設置）。同日13時より「駐車場予約システム社会実験」を開始[1]。
- 2021年（令和3年）5月1日 - 駐車場予約システムを有料化[2]。
- 2022年（令和4年）12月14日 - 駐車場予約システムのタイムズへの委託を解消し、NEXCO中日本が運営する予約サービスへ変更、対応決済サービスがクレジットカードとETC多目的利用サービス「ETCX」となる[3][4]。

## 施設

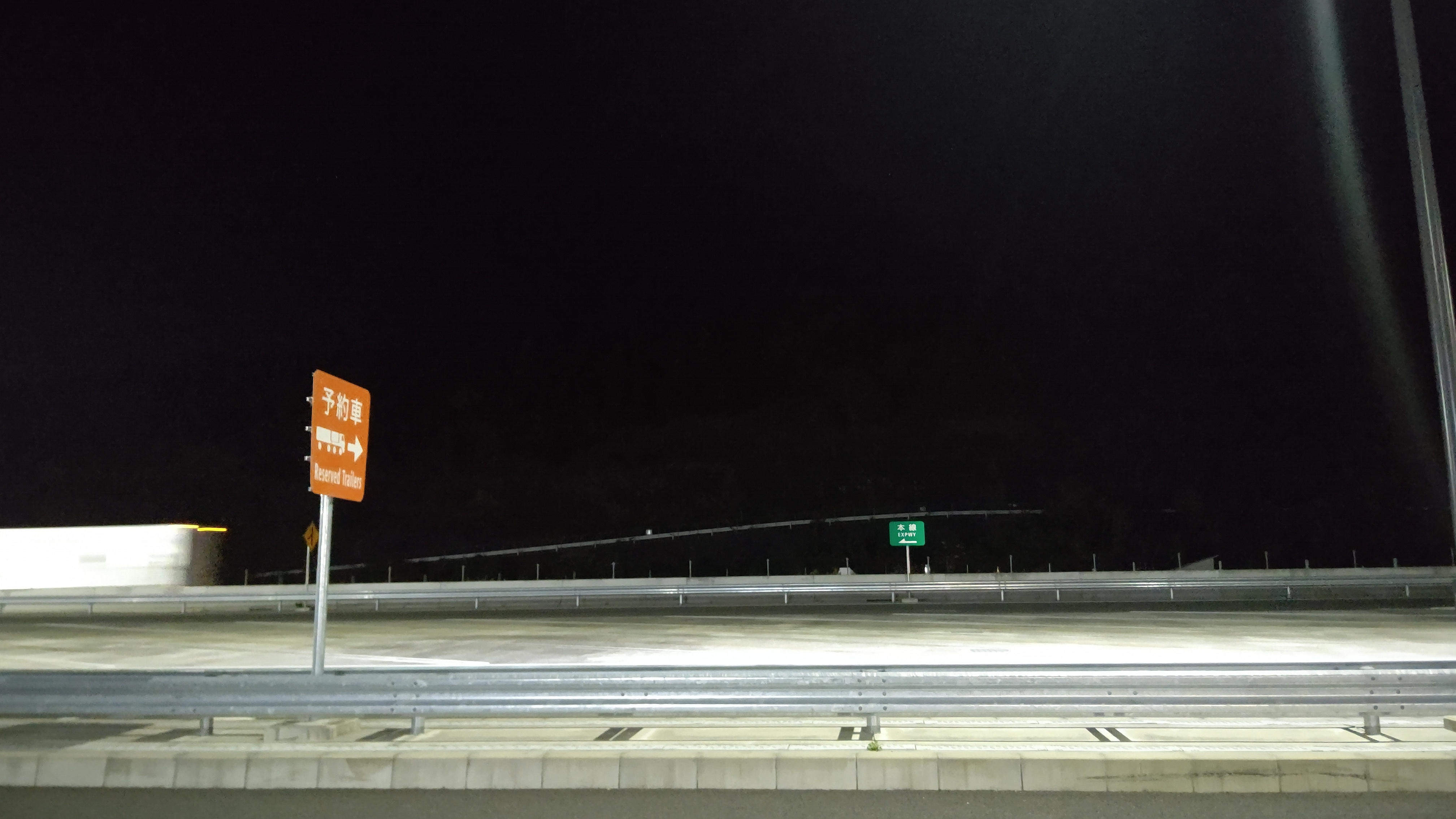
豊橋PA予約車両専用駐車場

### 下り線（名古屋方面）
出典：
売店は設置されていない。当エリアは東名高速道路で数少ない、トイレ、自動販売機のみのパーキングエリアである（他には由比パーキングエリア、赤塚パーキングエリア下り線）。
- 駐車場
  - 予約エリア：大型車10台、特大車9台（30分単位で最大12時間）[2]
  - 一般エリア：特大車1台、小型・大型車兼用22台（小型車換算44台）
  - 障害者用：大型車1台、小型車2台
- トイレ
  - 男性：大6(洋式6)、小6
  - 女性：16(和式2・洋式14)
  - 幼児用男子小便器：3
  - 障害者用：2
- 自動販売機：飲料2、食品1
- ハイウェイ情報ターミナル
- 喫煙室

## 隣
E1 東名高速道路
(17) 三ヶ日IC - (17-1) 三ヶ日JCT - 新城PA - 豊橋新城SIC（事業中） - 豊橋PA（下り線のみ） - (18) 豊川IC

## ギャラリー
| 夜間は「NEXCO中日本」のロゴと「豊橋PA🚻」が光る |  | 建屋外の自動販売機は１基のみ設置されている |
| 夜間は「NEXCO中日本」のロゴと「豊橋PA🚻」が光る |  | 建屋外の自動販売機は１基のみ設置されている |